# Moussa Konaté (football)
Pour les articles homonymes, voir Moussa Konaté et Konaté.
Pape Moussa Konaté, né le 3 avril 1993 à Mbour (Sénégal), est un footballeur international sénégalais, qui évolue au poste d'attaquant au Bourges Foot 18.

## Biographie
En 2010, il commence sa carrière dans le club de deuxième division sénégalaise, Mbour Petite-côte FC. Un an plus tard, à l'age de 18 ans, il réalise un essai dans le club israélien du Maccabi Tel Aviv. Il impressionne alors l'entraîneur du club et finit par signer là-bas pour la saison 2011-2012.

### Maccabi Tel Aviv
Pour sa première saison en Europe, il réalise une saison moyenne et ne remplit pas tous les espoirs placés en lui. Il ne marque que cinq buts en championnat en 29 matchs dont seulement dix matchs en tant que titulaire.
Il ne restera pas plus longtemps qu'une saison en Israël et quittera le club pour le Kuban Krasnodar, en Russie.

### FK Krasnodar
En 2012, il signe au FK Krasnodar en échange de 2 millions d'euros. Après avoir signé, il a révélé qu'il avait rejeté des offres provenant de Premier League pour jouer en faveur de Krasnodar, de peur de ne pas avoir de temps de jeu.
Sa saison 2012-2013 sera pour lui un échec, puisqu'il n'aura que très peu de temps de jeu, avec seulement 12 matchs joués, dont un en tant que titulaire. Au total, il n'aura marqué qu'un seul et unique but cette saison-là.
À son retour de prêt, Krasnodar veut se débarrasser de lui, malgré un doublé dans un match de barrage en Ligue Europa.

### Prêt au Genoa CFC
La saison suivante, son club décide de le prêter, avec option d'achat, pour lui offrir plus de temps de jeu. Il découvre alors la Série A avec le Genoa CFC. Encore une fois, sa saison est marquée par un nouvel échec. Il ne s'imposera jamais et ne marquera qu'un seul but en 25 matchs de championnat. L'option d'achat ne sera pas levée.

### FC Sion
En août 2014, il signe un contrat de trois ans avec le FC Sion.
Avec des matchs très aboutis, il semble enfin s'épanouir dans un club. Le club s'attache à lui et ferme la porte à un éventuel transfert. Il réalise une première saison très réussie, avec 16 buts en 27 matchs de championnat.
Lors du mercato estival 2015, il attire les convoitises de plusieurs clubs, dont l'AS Saint-Étienne et le FC Bruges, mais c'est finalement à Sion qu'il continue sa carrière.
Le 17 septembre 2015, il marque un doublé contre le Rubin Kazan en Ligue Europa. Il enchaîne les bonnes performances et enchaîne également les buts. Cela amène des clubs plus prestigieux comme l'OM à s’intéresser à lui. À la fin de la saison 2015-2016, Konaté a inscrit 13 buts en 36 matchs toutes compétitions confondus.

### Amiens SC
En août 2017, Moussa Konaté signe 4 ans à l'Amiens SC.

### Dijon Football Côte-d'Or
Le 20 octobre 2020, il s'engage au Dijon FCO pour une durée de 3 ans. Le 13 décembre 2020, il inscrit son premier but avec Dijon lors de la 14ème journée de Ligue 1, sur la pelouse du FC Nantes. La rencontre se solde sur le score de 1-1.
Il inscrit un doublé le 23 décembre 2020 face au Nîmes Olympique lors de la victoire des siens sur le score de 1 but à 3.

### Prêt à l'ES Tunis
Le 15 septembre 2021, l'Espérance sportive de Tunis annonce l'arrivée de Moussa Konaté pour une saison sous forme de prêt. Il n'a joué que 5 matchs et il a marqué un seul but.

### Prêt au Sivasspor
Il est prêté en février 2022 au club turc de Sivasspor. 
Le 26 mai, 2022, il entre à la 111' en finale de la Coupe de Turquie, marque un but à la 113' qui donne la victoire à Sivasspor 3-2 contre Kayserispor et permet au club de remporter le premier trophée de son histoire.

### Dinamo Batoumi
Après avoir été prêté dans plusieurs clubs, il s'engage officiellement le 23 janvier 2023 en faveur du club de Dinamo Batoumi (D1 géorgienne). Il signe un contrat d'un an, plus une seconde année en option.

### Carrière internationale

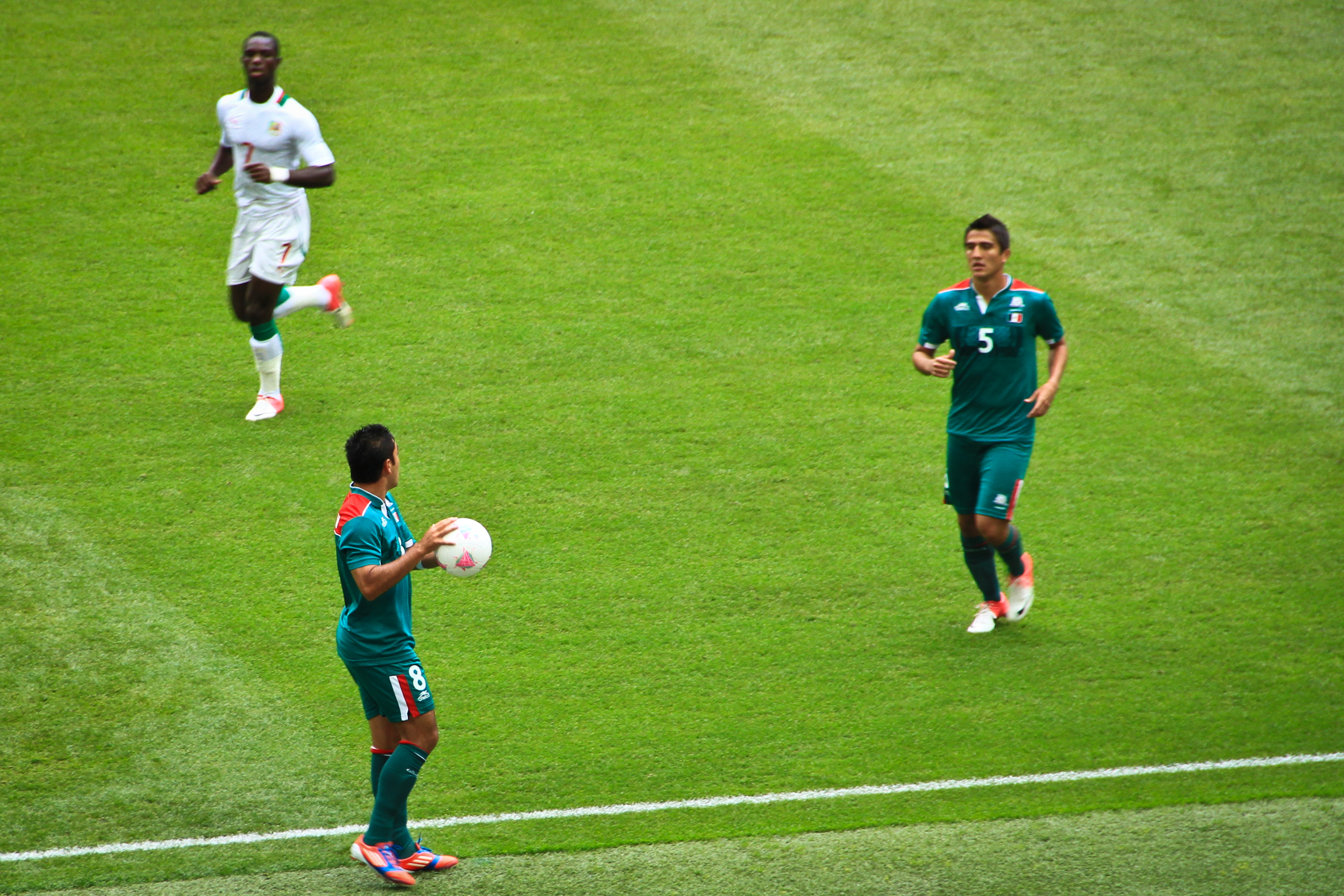
Pape Moussa Konaté lors d'un match face au Mexique.

Il est sélectionné pour la première fois le 29 février 2012, pour affronter l'Afrique du Sud. Le match se termina sur le score de 0-0.
C'est à l'âge de 19 ans que Moussa Konaté est sélectionné avec le Sénégal pour participer aux Jeux olympiques de 2012. Il débute dans tous les matchs du Sénégal et devient le meilleur buteur de la compétition avec cinq buts (un but contre la Grande-Bretagne, un doublé contre l'Uruguay, un but face aux Émirats arabes unis, puis encore un autre but en quart). C'est grâce à ces performances qu'il se fera connaître au yeux du monde.
Konaté fut sélectionné pour participer à la Coupe d'Afrique des Nations 2015, mais n'y a pas participé à cause d'une blessure.
En mai 2018, il est sélectionné avec le Sénégal pour participer à la Coupe du monde 2018.

## Finaliste can 2019
FC Sion
- Vainqueur de la Coupe de Suisse en 2015 et Finaliste en 2017

Espérance sportive de Tunis  
- Vainqueur du Championnat de Tunisie de football 2021-2022

Sivasspor 
- Vainqueur de la Coupe de Turquie en 2022